# Manfred Herzig
Manfred Herzig (* 16. September 1934) ist ein deutscher Jurist und ehemaliger Präsident des Landgerichts in Berlin.

## Leben
Herzig wurde 1967 in Berlin zum Landgerichtsrat ernannt, war von 1972 bis 1976 Leiter des Referats I für Gesetzgebung und sonstige Angelegenheiten auf dem Gebiet des Richterrechts und Personalangelegenheiten der Richter und Staatsanwälte mit Angelegenheiten des Richterwahlausschusses in der Senatsverwaltung für Justiz in Berlin und wurde 1973 Senatsrat. 1980 wurde er Leitender Senatsrat und Präsident des Justizprüfungsamtes Berlin.
Ab 1986 war er Präsident der Landgerichts Berlin und blieb dies bis 1999. 
Am 5. April 1990 war Herzig mit fünf Kollegen des Landgerichts Berlin bei einem Besuch im Justizministerium der DDR und anschließend zu Gesprächen mit Richtern des Obersten Gerichts der DDR. Es folgten weitere Besuche, u. a. beim Stadtbezirksgericht Berlin. Ab 3. Oktober 1990 übernahm das Landgericht Berlin die Aufgaben des ehemaligen Stadtbezirksgericht Berlin und wurde zuständig für die Rehabilitierungsverfahren bzgl. des Stadtbezirksgerichts Berlin und dem ehemaligen Obersten Gericht der DDR. Herzig musste nach der Wiedervereinigung die Struktur des Landgerichts in Berlin festlegen, wobei z. B. infrage kam das Landgericht Berlin an die Littenstraße auszudehnen und ein zweites Landgericht für die Stadt einzurichten. Herzig konnte die Berliner Justizsenatorin Jutta Limbach davon überzeugen, sodass es bei einem Landgericht für Gesamtberlin blieb.
1998 bemängelte er die Überlastung der Justiz und stellt infrage, ob nicht aufgrund von Personalmangel ganze Strafkammern am Landgericht Berlin zu schließen seien. Er gibt an, dass von 1995 bis 1997 die Zahl der Strafsachen um 12,3 % gestiegen seien und auch zahlreiche Großverfahren, wie der zweite La Belle-Prozess, am Landgericht verhandelt würden.
Zum zweiten La Belle-Prozess äußerte sich Herzig 1998 in unterschiedlichen Leitmedien und äußerte seine Unzufriedenheit mit dem Prozessablauf. Besonders die Kosten des Verfahrens  bemängelte er.

## Werke (Auswahl)
- gemeinsam mit Klaus Schach: Die Juristenausbildung in Berlin. Kulturbuch-Verlag, Berlin, 1983, 2. Auflage 1985 bei Walter de Gruyter.
- Die Rolle des Landgerichts bei der Wiedervereinigung der Berliner Justiz. In: Jubiläumsschrift–550 Jahre Kammergericht. Der Präsident des Kammergerichts, Bundesministerium der Justiz und für Verbraucherschutz, 2018, S. 141–158.